# The Crew
The Crew var ett open world-racingspel utvecklad av Ivory Tower och Ubisoft Reflections som har gavs ut av Ubisoft till Microsoft Windows, Playstation 4 och Xbox One. Spelet gavs ut den 2 december 2014. Under Gamescom 2014 bekräftade Ubisoft att det skulle släppas till Xbox 360 också.
En uppföljare, The Crew 2, släpptes 2018. Ett tredje spel i serien, The Crew Motorfest, släpptes 2023.
1 april 2024 stängdes spelets servrar och togs bort från användarnas spelbiliotek.

## Gameplay
Spelet utspelar sig i en stor och öppen värld baserad på USA. Världen är cirka 130 kvadratmil stor med över 1 000 mil väg och det tar nittio minuter(beroende på bil) att köra från kust till kust. Världen är indelad i fem regioner, East Coast (östkusten), The South (södern), Midwest (mellanvästern), Mountain States (bergdelstaterna) och West Coast (västkusten), vilka låses upp i och med att mer av spelet klaras. Var man än är i världen dyker så kallade skill-uppdrag upp, det kan vara att man ska hoppa så långt som möjligt.
The Crew har en tjugo timmar lång kampanj som kan spelas i både singleplayer och multiplayer. I multiplayer kan spelarna skapa gäng för att tävla mot andra och klara olika utmaningar.
Under E3 2015 meddelade Ubisoft Reflections att en DLC skulle släppas. Denna expansion, The Crew: Wild Run, släpptes 17 november 2015 och ger spelaren möjligheten att köra runt på motorcykel och i monstertruckar m.m. Ubisoft lanserade också en ny grafik med Wild Run vilket gör så att spelet får liknande grafik som Forza och Driveclub. En andra expansion, The Crew: Calling All Units, meddelades på Gamescom 2016 och släpptes den 29 november 2016. 

## Städer
I The Crew finns det många städer att besöka.
- Midwest

Chicago,
Detroit,
Saint Louis,
Millersburg
- East Coast

New York,
Washington D.C,
Provincetown,
Newport
- West Coast

Los Angeles,
Seattle,
San Francisco,
Sacramento,
Eureka,
Palm Springs,
Santa Barbara,
Fresno,
- Mountain States

Las Vegas,
Santa Fe,
Salt Lake City,
Aspen,
Black Hills,
Kingman,
Roswell
- The South

Dallas,
New Orleans,
Miami,
Key West,
Nashville,
Amarillo

## Bilar
Nedan är en lista över bilarna som har bekräftats vara med i spelet:
- Bentley:
  - Bentley Continental Supersports 2010
- BMW:
  - Z4 Sdrive 35is 2011
- Chevrolet:
  - Camaro RS 1969
  - Camaro SS 2010
- Dodge:
  - Dodge Ram SRT-10 2004
- Ferrari
  - LaFerrari
- Ford:
  - Shelby GT500 2013
  - Mustang GT 2011
  - Focus RS 2010
  - Ford F150 SVT Raptor
- Lamborghini:
  - Lamborghini Murciélago LP640
  - Lamborghini Aventador LP700-4
- Koenigsegg Agera R
- Mini:
  - Cooper S 2010
- Nissan:
  - Skyline GT-R (R34)
  - 370Z (Z34) 2013
- RUF:
  - 3400 K
- Shelby:
  - GT500 1967[6]